# 第23次西成暴動
第23次西成暴動（だい23じにしなりぼうどう）とは、1992年（平成4年）10月に大阪府大阪市西成区のあいりん地区（通称釜ヶ崎）で発生した日雇い労働者による暴動事件。「第23次釜ヶ崎暴動」ともいう。

## 事件の発端
バブル景気の終了に伴い、日雇いの就労状況も悪化し始めた。そのため日雇い労働者は、1992年7月頃から西成区内にある大阪市立更生相談所に「生活困窮者貸付金制度」の条件緩和を要求していた。

## 事件の概要
1992年10月1日午前8時40分頃、40人の労働者が更生相談所に大挙押しかけたため、受付窓口を閉鎖した。それに憤慨した労働者は更生相談所の周りに集結していたが、夕方に入り自転車に火を付けるなど暴徒化し始めた。
発生から3日目の10月3日に沈静化したが、その後も同月23日まで更生相談所の周辺を警備し暴動の再発に備えた。